# Tábata Gálvez
Tábata Gálvez (Quito, 26 de mayo de 1969) es una actriz, conductora y animadora ecuatoriana. Es la cuarta hija de cinco hermanos, hija de Lucho Gálvez y Alina Ortiz, dos personas muy conocidas de radio y TV. Es más conocida por interpretar su papel de La Mujer Vaca, como se conoce al personaje de Katiuska Genoveva Quimí Puchí en la serie cómica Solteros sin compromiso.

## Biografía
Nació en Quito el 26 de mayo de 1969. Integró la serie de Ecuavisa llamada De la Vida Real. Más tarde, integró la serie de TC Televisión creada por Xavier Pimentel, Solteros sin compromiso, desde 2001 hasta 2007 y luego en 2014 con una octava temporada en YouTube, donde interpreta a Katiuska Genoveva Quimí Puchí, más conocida como La Mujer Vaca. La serie la conforma junto a Andrés Pellacini, Diego Spotorno, Érika Vélez, Alberto Cajamarca y Ricardo González en la mayor parte de la serie como elenco protagónico.
Durante el 2005 fue conductora de A todo dar de TC Televisión.
En 2011 formó parte del elenco de UHF, también creada por Xavier Pimentel, donde nuevamente interpretó a La Mujer Vaca, en esta ocasión como conductora de un programa culinario dentro del canal ficticio PN3, y también compartió escena con José Luis Resabala como Uber Tuiter, quien hacía originalmente de Úber, su novio delincuente en la serie Solteros sin compromiso.
Entre las producciones televisivas en las que ha estado, se encuentra como conductora de A toda máquina, y ha intervenido en La pareja feliz y Mostro de Amor.
En 2014 forma parte del elenco de El Combo Amarillo de Ecuavisa, en su quinta temporada, interpretando el papel de Kyla Zambrano, una extraterrestre de Marte que está en busca de un gordito en la tierra.
En 2016 interpreta a Dolores Mogollón de Suárez dentro de la telenovela La Trinity de Ecuavisa, así mismo realiza esporádicas apariciones como conductora invitada dentro del programa matinal "En contacto"
En 2018 participó durante algunas semanas en el programa Faranduleros por el reemplazo de Gabriela Guzmán.

### Vida personal
Tábata Gálvez tienes 3 hijas cuyos nombres son Lucila Gálvez, Claudia Gálvez, Yajaira Gálvez.

## Filmografía

### Series y telenovelas
| Año       | Título                  | Personaje                             |
| --------- | ----------------------- | ------------------------------------- |
| 2021      | Juntos y revueltos      | Doña Conchita                         |
| 2019      | 3 familias: El origen   | Mariana Chiriguayo                    |
| 2019      | Calle amores            | Pochita                               |
| 2018      | Sharon la Hechicera     | Vecina de Doña Esperanza              |
| 2016-2017 | La Trinity              | Dolores Mogollón Caicedo de Suárez #1 |
| 2014-2016 | El combo amarillo       | Kila Zambrano / Marciana KZ R09       |
| 2011      | UHF                     | Katiuska Genoveva Quimí Puchi         |
| 2010      | Mostro de Amor          | Doña Amada "La Sra. de los Pollos"    |
| 2009      | La pareja feliz         | Prima de La Mofle                     |
| 2001-2007 | Solteros sin compromiso | Katiuska Genoveva Quimí Puchi         |
| 2014-2017 | Solteros sin compromiso | Katiuska Genoveva Quimí Puchi         |
| 2000      | Emergencia              | Enfermera                             |
| 2000      | De la vida real         | Varios personajes                     |

### Programas
| Año       | Programa       | Rol        |
| --------- | -------------- | ---------- |
| 2012-2013 | A toda máquina | Conductora |
| 2005      | A todo dar     | Conductora |

### Teatro
- Monologueros: Humor en gajo (2013)
- Don Day Amor? (2017)
- Trinity: a la Palya (2017)